# Appendicula alba
Appendicula alba är en orkidéart som beskrevs av Carl Ludwig von Blume. Appendicula alba ingår i släktet Appendicula och familjen orkidéer. Inga underarter finns listade i Catalogue of Life.